# Placogorgia pulchra
Placogorgia pulchra is een zachte koraalsoort uit de familie Plexauridae. De koraalsoort komt uit het geslacht Placogorgia. Placogorgia pulchra werd in 1910 voor het eerst wetenschappelijk beschreven door Nutting. 